# Casamento entre pessoas do mesmo sexo na África do Sul
O reconhecimento do casamento entre pessoas do mesmo sexo na África do Sul é legal desde que a Lei da União Civil entrou em vigor no país, em 30 de novembro de 2006. A decisão do Tribunal Constitucional da África do Sul e do Ministério da Administração Interna, em 1 de dezembro de 2005, ampliou a definição da lei comum de casamento para a inclusão de cônjuges do mesmo sexo, com a Constituição da África do Sul garantindo a proteção igual perante a lei para todos os cidadãos do país, independentemente da orientação sexual. Em 14 de novembro de 2006, a Assembleia Nacional aprovou uma lei permitindo que casais do mesmo sexo pudessem casar-se legalmente, que foi posteriormente aprovada pelo Conselho Nacional de Províncias em 28 de novembro, em uma votação de 36 votos a favor contra 11 contrários. A lei entrou em vigor dois dias depois.
A África do Sul foi o quinto país no mundo a legalizar o casamento entre pessoas do mesmo sexo, além de ter sido o primeiro na África e no hemisfério sul, e o segundo fora da Europa a permitir tal ação.

## História
A África do Sul foi o primeiro país do mundo a salvaguardar a orientação sexual como um direito humano na sua constituição. Tanto a Constituição Provisória, que entrou em vigor em 27 de abril de 1994, quanto a Constituição final, que substituiu a primeira em 4 de fevereiro de 1997, proíbiram a discriminação contra o ser humano 
com base no sexo, gênero ou orientação sexual. Estes direitos de igualdade serviram de base para uma série de decisões judiciais que concedem direitos específicos para casais em relações do mesmo sexo a longo prazo: 
- Em 1998, o Ministério da Protecção e Segurança reconheceu a obrigação recíproca de apoio entre parceiros do mesmo sexo, e os benefícios estendidos de seguro médico.

- A Coalizão Nacional de Gays e Lésbicas Pela Igualdade, juntamente com o Ministério da Administração Interna, estendeu os benefícios da imigração para parceiros estrangeiros de cidadãos sul-africanos em 1999;

- Em 2002, o então presidente da República da Africa do Sul, Satchwell, estendeu remunerações e pensões aos casais do mesmo sexo;

- O Ministério da Assistência e Desenvolvimento da População permitiu, em 2002, que casais do mesmo sexo pudessem adotar crianças conjuntamente;

- Em 2003, A Direção Geral do Departamento de Assuntos Internos estendeu às crianças concebidas por meio de inseminação artificial e filhas de parceiros do mesmo sexo o direito de ter o nome de dois pais ou duas mães em seu registro de nascimento;

### O caso Fourie
Em 2002, cônjuge de lésbicas, Marie Fourie e Cecelia Bonthuys, com o apoio do Projeto de Igualdade de Gays e Lésbicas, lançou uma aplicação no Supremo Tribunal de Pretória para ter a união reconhecida e registrada pelo Departamento de Assuntos Internos como um casamento válido. O juiz Pierre Roux negou provimento ao recurso em 18 de outubro de 2002, sobre a base técnica que não tinha atacado corretamente a constitucionalidade da definição de casamento ou a Lei do Casamento, de 1961.